# La Val de Tarn
La Val de Tarn (en francès Laval-du-Tarn) és un municipi francès situat al departament del Losera i a la regió d'Occitània.